# Белечешть
Белечешть, Белечешті (рум. Bălăcești) — село у повіті Горж в Румунії. Входить до складу комуни Болбоші.
Село розташоване на відстані 232 км на захід від Бухареста, 31 км на південь від Тиргу-Жіу, 68 км на північний захід від Крайови.

## Населення
За даними перепису населення 2002 року у селі проживали 690 осіб, усі — румуни. Усі жителі села рідною мовою назвали румунську.